# The Question Mark (film 1916)
The Question Mark è un cortometraggio muto del 1916. Il nome del regista non viene riportato nei credit del film interpretato da Dorothy Davenport e Fred Whitman.

## Produzione
Il film fu prodotto dalla Knickerbocker Star Features (Balboa Amusement Producing Company). Venne girato a Long Beach, cittadina californiana dove la casa di produzione aveva la sua sede.

## Distribuzione
Distribuito dalla General Film Company, il film - un cortometraggio in tre bobine - uscì nelle sale cinematografiche statunitensi il 10 novembre 1916.